# Hjálmar Jónsson
Hjálmar Jónsson (ur. 29 lipca 1980 w Egilsstaðir) – islandzki piłkarz występujący na pozycji obrońcy. Obecnie jest zawodnikiem klubu IFK Göteborg.

## Kariera klubowa
Jónsson zawodową karierę rozpoczynał w sezonie 2000 w klubie islandzkiej ekstraklasy - ÍBK Keflavík. Od czasu debiutu był tam podstawowym graczem. W ciągu dwóch sezonów zagrał tam w 32 ligowych meczach i strzelił w nich 4 gole. W 2002 roku podpisał kontrakt ze szwedzkim IFK Göteborg. W pierwszej lidze szwedzkiej zadebiutował 22 kwietnia 2002 w przegranym 1:2 meczu z IF Elfsborg. W sezonie 2004 dotarł z klubem do finału Pucharu Szwecji, jednak IFK przegrało tam 1:3 z Djurgårdens IF. W sezonie 2005 Jónsson wywalczył wraz z zespołem wicemistrzostwo Szwecji. 16 lipca 2006 w wygranym 4:1 meczu z Halmstads BK zdobył pierwszą bramkę w trakcie gry w szwedzkiej ekstraklasie. W sezonie 2007 zdobył z klubem mistrzostwo Szwecji. W tym samym sezonie wystąpił z nim w finale Pucharu Szwecji, jednak IFK zostało tam pokonano 3:0 przez Kalmar FF. W sezonach 2008, 2012/2013 oraz 2014/2015 Jónsson wygrał z drużyną Puchar Szwecji. W sezonie 2008 zdobył z drużyną Superpuchar Szwecji.

## Kariera reprezentacyjna
W reprezentacji Islandii Jónsson zadebiutował w 8 stycznia 2002 roku w bezbramkowo zremisowanym towarzyskim meczu z Kuwejtem. Potem był uczestnikiem eliminacji do Mistrzostw Europy 2004 oraz Mistrzostw Świata 2006, jednak oba turnieje jego reprezentacja nie awansowała.